# Uge Sogn
Uge Sogn er et sogn i Aabenraa Provsti (Haderslev Stift).
Uge Sogn hørte til Lundtoft Herred i Aabenraa Amt. Uge sognekommune blev ved kommunalreformen i 1970 indlemmet i Tinglev Kommune, der ved strukturreformen i 2007 indgik i Aabenraa Kommune.
I Uge Sogn ligger Uge Kirke.
I sognet findes følgende autoriserede stednavne:
- Almstrup (bebyggelse)
- Almstrup Mark (bebyggelse)
- Lovtrup (bebyggelse, ejerlav)
- Lovtrup Vestermark (bebyggelse)
- Porskær (bebyggelse)
- Porså (vandareal)
- Uge (bebyggelse, ejerlav)
- Uge Hede (bebyggelse)
- Uge Mark (bebyggelse)

## Afstemningsresultat
Folkeafstemningen ved Genforeningen i 1920 gav i Uge Sogn 174 stemmer for Danmark, 165 for Tyskland. Af vælgerne var 26 tilrejst fra Danmark, 36 fra Tyskland.